# Хупер, Уильям
Уильям Хупер (англ. William Hooper; 28 июня 1742 — 14 октября 1790) — американский юрист и политик, член Континентального Конгресса, на котором представлял Северную Каролину и был одним из ведущих ораторов. Хупер не участвовал в голосовании по независимости, но подписал Декларацию независимости США. Считается одним из отцов-основателей США.

## Ранние годы
Уильям Хупер был старшин из пяти детей шотландского священника Уильяма Хупера Старшего (1704/14—1767), который эмигрировал из Эдинбурга в Бостон, и его жены Мэри Дэнни, дочери бостонского коммерсанта Джона Денни. До 8 лет его лично обучал отец, выпускник Эдинбургского университета, а затем его отдали в бостонскую Латинскую школу, а 7 октября 1757 года в возрасте 15 лет он поступил в Гарвардский колледж. В 1760 он окончил колледж со степенью бакалавра. Его отец надеялся, что сын станет священником, но Хукер склонялся к юриспруденции, поэтому в 1761 году отец разрешил ему обучаться у Джеймса Отиса, знаменитого законоведа. Многие биографы Хупера полагают, что именно Отис, убеждённый борец за права колонистов, повлиял на мировоззрение Хупера. В 1763 году Гарвард присвоил Хуперу степень магистра, а в 1764 году Хупер переехал в Уилмингтон и начал юридическую практику. В июне 1766 года его избрали судьёй.

## Жизнь в Северной Каролине
Первое время у Хупера были проблемы со здоровьем и он даже думал покинуть округ Нью-Хановер, но в 1767 году его отец неожиданно умер, оставив сыну в наследство только коллекцию книг и рукописей. Хупер принял решение продолжать карьеру юриста. 16 августа 1767 года он обвенчался в бостонской церкви Кингс-Шапель с Анной Кларк, дочерью Барбары Мюррей и Томаса Кларка Старшего. Братом Анны был Томас Кларк-младший, впоследствии полковник и бригадный генерал Континентальной армии. Помощь семьи Кларков помогли Хуперу пережить первые трудные годы Американский революции.
По роду деятельности Хуперу пришлось много путешествовать по стране в любое время года и при любой погоде. В 1769 году он стал заместителем генерального прокурора дистрикта Солсбери. В это время уже шла Война с регуляторами, и Хуперу пришлось несколько раз (в 1769 и 1170) столкнуться с протестующими. 25 января 1773 он начал свою политическую карьеру, став депутатом Каролинской провинциальной ассамблеи от Кэмпбеллтауна. На сессии Ассамблеи он познакомился со многими политическими лидерами колонии: Самуэлем Джонстоном, Алленом Джонсом и Джоном Харви. В том же году он купил 108 акров земли в 8-ми милях от Уилмингтона (бывшую плантацию Мэйсонборо). В 1774 году он докупил ещё 30 акров и построил усадьбу «Finian». В это время у Хупера уже было трое детей: Уильям (р. 1768), Элизабет (р. 1770) и Томас (р. ок. 1772).
В 1773 году начался конфликт с королевской администрацией из-за законопроекта, известного как «Attachment Clause», и суды в провинции закрылись, из-за чего Хупер на год лишился работы. В декабре он вернулся в Ассамблею как депутат от округа Нью-Хановер. 8 декабря был создан Комитет по корреспонденции, куда были избраны 9 самых известных политиков провинции. Имя Хупера оказалось 4-м в списке. На этом посту он внёс свой основной вклад в дело американской революции. Он чувствовал, что близится война с Англией, и в 1774 году написал своему другу, что колонии стремительно движутся к независимости, и скоро на руинах Великобритании может быть построена новая империя, со своей конституцией, свободная от ошибок и заблуждений предыдущей.

## Американская революция
В июне 1774 года англичане закрыли бостонский порт, и Хупер возглавил усилия Северной Каролины по помощи его родному городу. На помощь Бостону были отправлены два корабля с товарами на сумму около 2000 фунтов стерлингов. 5 апреля 1774 года Самуэл Джонстон сообщил Хуперу, что губернатор отказывается созвать Ассамблею, а Джон Харви (спикер Ассамблеи) предложил созвать Ассамблею без санкции губернатора. Джонстон просил Хупера обсудить эту идею с другими лидерами колонии. 21 июля в Уилмингтоне собрался митинг представителей округов региона Кейп-Фир, на котором Хупер был избран председателем. Митинг одобрил идею созыва Ассамблеи и признал проблему блокированного Бостона общей проблемой всех колоний. 25 августа в Нью-Берне собрался Первый провинциальный конгресс Северной Каролины, который выбрал трёх делегатов на Континентальный конгресс в Филадельфии. Ими стали Уильям Хупер, Ричард Кэсвелл и Джозеф Хьюз. Конгресс начал работу в сентябре, и Хупер, несмотря на относительно юный возраст, стал одним из основных ораторов: Джон Адамс вспоминал, что голосом Конгресса были Ричард Генри Ли, Патрик Генри и Уильям Хупер.